# George Lorenzo Zundel
George Lorenzo Ingram Zundel (Brigham City, 23 dicembre 1885 – Logan, 10 marzo 1950) è stato un micologo statunitense.

## Biografia
Figlio di Abraham (1836-1917) e Mary Ellenor Ingram (1866-1930), nel 1909 studiò alla Brigham Young University e successivamente all'Agricultural College of Utah (ora Utah State University), dove si laureò nel 1911.
Nel 1910 a Logan sposò Rose Mae Bell (1887-1954) dalla quale nel 1924 ebbe un figlio, Robert Clay.
Insegnò botanica all'università e biologia alla scuola media a Brigham City.
Nel 1913 si trasferì a New York e due anni dopo ricevette un M.Sc. dalla Cornell University.
Nel 1926, presso la Yale University, discusse una tesi di dottorato dedicata agli Ustilaginomycetes.
Dal 1928 al 1946 lavorò all'Università della Pennsylvania, poi si ritirò per motivi di salute.
Zundel morì il 10 marzo 1950 a Logan, dove fu sepolto. Aveva 64 anni.

## Principali pubblicazioni
- George L. Zundel, Infection experiments with Septoria petroselini var. apii causing late blight of celery, 1915.
- 1939. (Ustilaginales): Additions and Corrections. North American Flora 7, Parte 14. Ed. New York Botanical Garden, 75 pp.
- (EN) George L. Zundel, The Ustilaginales of South Africa, in Bothalia, vol. 3, n. 3, 1938, DOI:10.4102/abc.v3i3.1755. URL consultato il 06/04/2023.
- (EN) George L. Zundel, A New Smut from Southern Chile, in Mycologia, vol. 30, n. 6, 1938,  pp. 679-680, DOI:10.1080/00275514.1938.12017310. URL consultato il 06/04/2023.
- (EN) George L. Zundel, Miscellaneous Notes on the Ustilaginales, in Mycologia, vol. 29, n. 5, 1937,  pp. 583-591, DOI:10.2307/3754510. URL consultato il 06/04/2023.
- (EN) George L. Zundel, Studies on the Ustilaginales of the World, in Mycologia, vol. 31, 1939,  pp. 572-589, DOI:10.1080/00275514.1939.12017375. URL consultato il 06/04/2023.

## Taxa che portano il suo nome
Generi
- Zundeliomyces Vanky, 1987
- Zundelula Thirum. & Naras., 1952 senza. Dermatosorus Sawada, 1949

Specie
- Sorosporium zundelianum Cif., 1933 senza. Sporisorium tembuti ( Henn. & Pole-Evans ) Vanky, 2007
- Sphacelotheca zundelii Hirschh., 1986, n. inval .
- Sporisorium zundelianum Vanky, 1995
- Tilletiazundelii Hirschh., 1943